# Anoteropora otophora
Anoteropora otophora är en mossdjursart som beskrevs av Cook och Chimonides 1994. Anoteropora otophora ingår i släktet Anoteropora och familjen Mamilloporidae. Inga underarter finns listade i Catalogue of Life.